# Barú
El volcà Barú, també Volcà de Chiriquí, és un estratovolcà actiu de Panamà, país del qual és la muntanya més alta amb 3.474 metres d'alçada. Es troba a uns 35 km de la frontera de Costa Rica. És el dotzè cim més alt d'Amèrica Central.
De Boer va ser el primer a demostrar que el volcà El Barú està actiu i forma part de l'arc volcànic centreamericà a Panamà. Defant va completar un treball més detallat sobre la geoquímica de les seves laves i va confirmar, basant-se en la geoquímica, que les laves eren derivades per subducció.
Les seves faldes estan cobertes de bosc. El cim acull moltes torres de comunicació. Una gran caldera de 6 km d'amplada, trencada a l'oest, es va formar per un gran esllavissament volcànic fa uns 9.000 anys. Posteriors erupcions han construït doms de lava a l'interior de la caldera. Una forta erupció cap a l'any 700 va acabar amb l'ocupació humana al jaciment arqueològic de Cerro Punta, al NW del volcà.

## Parc nacional
El volcà va ser declarat Parc Nacional Volcà Barú l'any 1976, amb una superfície de 14.325 ha. Forma part del Corredor Biològic Mesoamericà. Entre la fauna que s'hi troba hi ha el guan negre, l'àguila blanc-i-negra, el Rheomys underwoodi, el junco dels volcans, la zeledònia i el toquí cuixagroc negre. S'han identificat més de 250 espècies d'ocells al parc, i les cinc espècies de grans felins. El parc nacional protegeix una gran varietat d'hàbitats, inclosos els boscos humits de muntanya, els boscos de muntanya baixa i humits i els boscos tropicals de muntanya.